# ウラディミール・バレンティン
ウラディミール・ラモン・バレンティン（Wladimir Ramon Balentien, 1984年7月2日 - ）は、オランダ王国キュラソー島ウィレムスタット出身のプロ野球選手（外野手）。右投右打。現在は、フリーエージェント（FA）。
2011年 - 2013年にかけてセ・リーグ史上2人目となる3年連続本塁打王獲得。また、2013年にNPBのシーズン最多本塁打記録（60本）、シーズン最高長打率記録（.779）を樹立し、その記録保持者。

## 経歴

### プロ入り前
初めて野球をしたのは5歳の頃で、12歳で地元のリトルリーグのチームに入った。

### プロ入りとマリナーズ時代

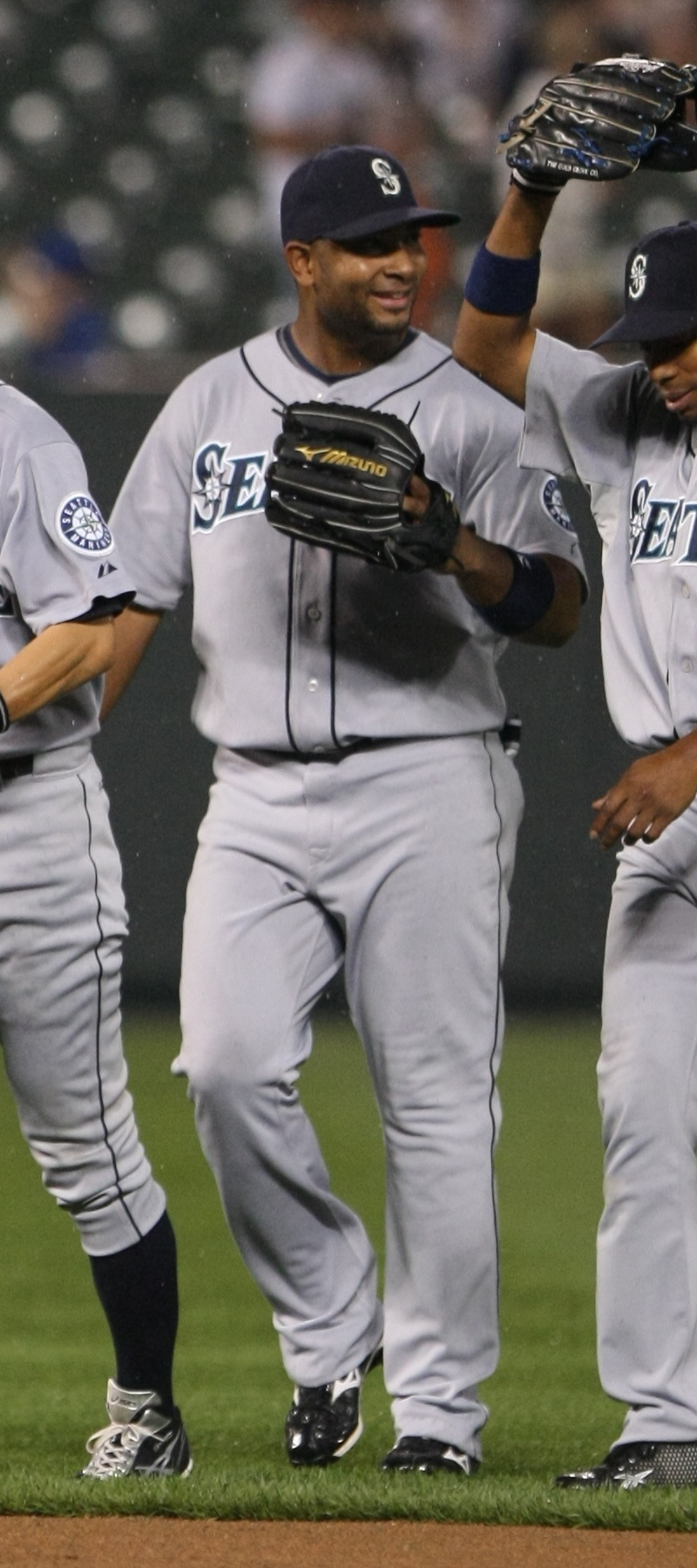
シアトル・マリナーズ時代
(2009年6月10日)

2000年7月9日に、16歳でメジャーリーグ・ベースボールのシアトル・マリナーズと契約。
2001年はルーキー級アリゾナリーグ・マリナーズに所属し、打率.206、本塁打0本、打点9に終わる。
2004年はシーズン途中にアテネオリンピックの野球オランダ代表に選出された。シーズンではA級ウィスコンシン・ティンバーラトラーズで76試合に出場し、打率.277、15本塁打、46打点、10盗塁を記録した。8月にA+級インランド・エンパイア・シックスティシクサーズへ昇格し、10試合に出場した。
2005年は前年同様にA+級インランド・エンパイアでプレーし、自身初となるシーズン20本塁打以上となる25本塁打を記録した。
2006年は自身初めてオールスター・フューチャーズゲームに選出された。
2007年はオールスター・フューチャーズゲームに2年連続2度目の選出された。その時点で打率.328、20本塁打、66打点と好成績を残した。9月4日にメジャー初昇格を果し、同日のニューヨーク・ヤンキース戦でメジャーデビュー。8回に代打で打席に立ち左中間へ二塁打を放つ。9月26日のクリーブランド・インディアンス戦でメジャー初の本塁打を記録した。僅か3試合の出場に終わるも、打率.667、1本塁打、4打点、出塁率.500と結果を残した。
2008年は開幕をマイナーリーグで迎えたが、ブラッド・ウィルカーソンやグレッグ・ノートンらのDFAに伴い4月30日にメジャー昇格。71試合で打率.202、7本塁打、24打点、出塁率.250を記録するも、79三振と出場試合数より多い三振数を喫した。
2009年は56試合に出場するも打率.213、4本塁打、13打点、出塁率.271にとどまり、7月25日にマイケル・ソーンダースの昇格に伴ってDFAとなり、ウェイバー公示された。

### レッズ時代
2009年7月29日にロバート・マニエルとのトレードでシンシナティ・レッズに移籍した。10月2日の対ピッツバーグ・パイレーツ戦が、ヤクルト入団前としては最後のメジャーリーグ出場試合となったが、この時に放った推定飛距離151メートルの本塁打は「メジャーでは二度と出ない」とも言われた。2球団を渡り歩き、96試合の出場で打率.234、7本塁打、24打点、出塁率.305を記録した。
2010年は傘下のAAA級ルイビル・バッツで116試合に出場し、打率.282、25本塁打、78打点、12盗塁だった。オフの11月6日にマイナーリーグFAとなった。

### ヤクルト時代
2010年11月18日に肩の強さと状況に応じられるチームバッティングが評価され（後述）、東京ヤクルトスワローズと2年契約（3年目は球団オプション）合意発表。FA権取得まで球団の許可なく日本国内の他球団への移籍を禁じる項目が盛り込まれていた。
2011年は開幕戦の対読売ジャイアンツ戦（宇部市野球場）で「6番・右翼手」で先発初出場し、初打席・第2打席共に三振に倒れるが、7回の第3打席で初安打となる左越二塁打を放った。4月16日の横浜戦（神宮）で眞下貴之からレフトスタンド最上段にNPB初本塁打を記録した。5月13日の対横浜ベイスターズ戦（横浜スタジアム）では1試合3本塁打を記録し、5月は7本塁打でリーグトップタイ、長打率、出塁率でリーグトップの成績を挙げるなどの活躍で月間MVPを初受賞した。6月に入ると絶不調に陥り、同月14日の埼玉西武ライオンズ戦で本塁打を打ってから、翌月1日の広島東洋カープ戦まで39打席無安打を記録し、5月半ばまで3割台半ばだった打率は.280まで低下した。前半戦はリーグトップの19本塁打を放ち、オールスターゲームにはセ・リーグ外野手部門のファン投票・選手間投票共にチームメイトの青木宣親に次ぐ第2位で選出された。6月以降は低打率に苦しみ本塁打のペースも落ちたものの、セントラル・リーグでは唯一の30本台である31本塁打で本塁打王を獲得した。前述の他に76打点、出塁率.314を記録するも、打率.228、三振131は規定打席到達者の中でワースト記録だった。規定打席到達者中、打率最下位の本塁打王はNPB史上3人目であった。
2012年シーズン前半は開幕当初から打撃好調で6月16日まで打率部門でトップだったものの、後半に入ると極度の打撃不振に陥り、7月以降の打率は2割を割り込んだ。7月28日の試合で張りを訴え8月1日に検査の結果、右臀部の肉離れと診断され、翌日登録抹消となった。2年連続でオールスターゲームにも選出された。最終的に106試合の出場で打率.272、31本塁打、81打点、出塁率.386を記録し、球団初となる2年連続、さらに2リーグ制後初となる規定打席未到達での本塁打王を獲得した。また、打点と出塁率は共にリーグ2位となった。オフにはチームメイトのラスティングス・ミレッジを1票差で上回り、自身初となるベストナインにも選出された。12月15日に翌年の球団オプションが行使され、さらに2014年からの3年総額750万ドル＋出来高での契約を結んだ。
2013年はシーズン開幕前の3月に開催された第3回WBCのオランダ代表に選出された。キューバ戦で負傷し途中退場となり、その後左内転筋肉離れと診断された。

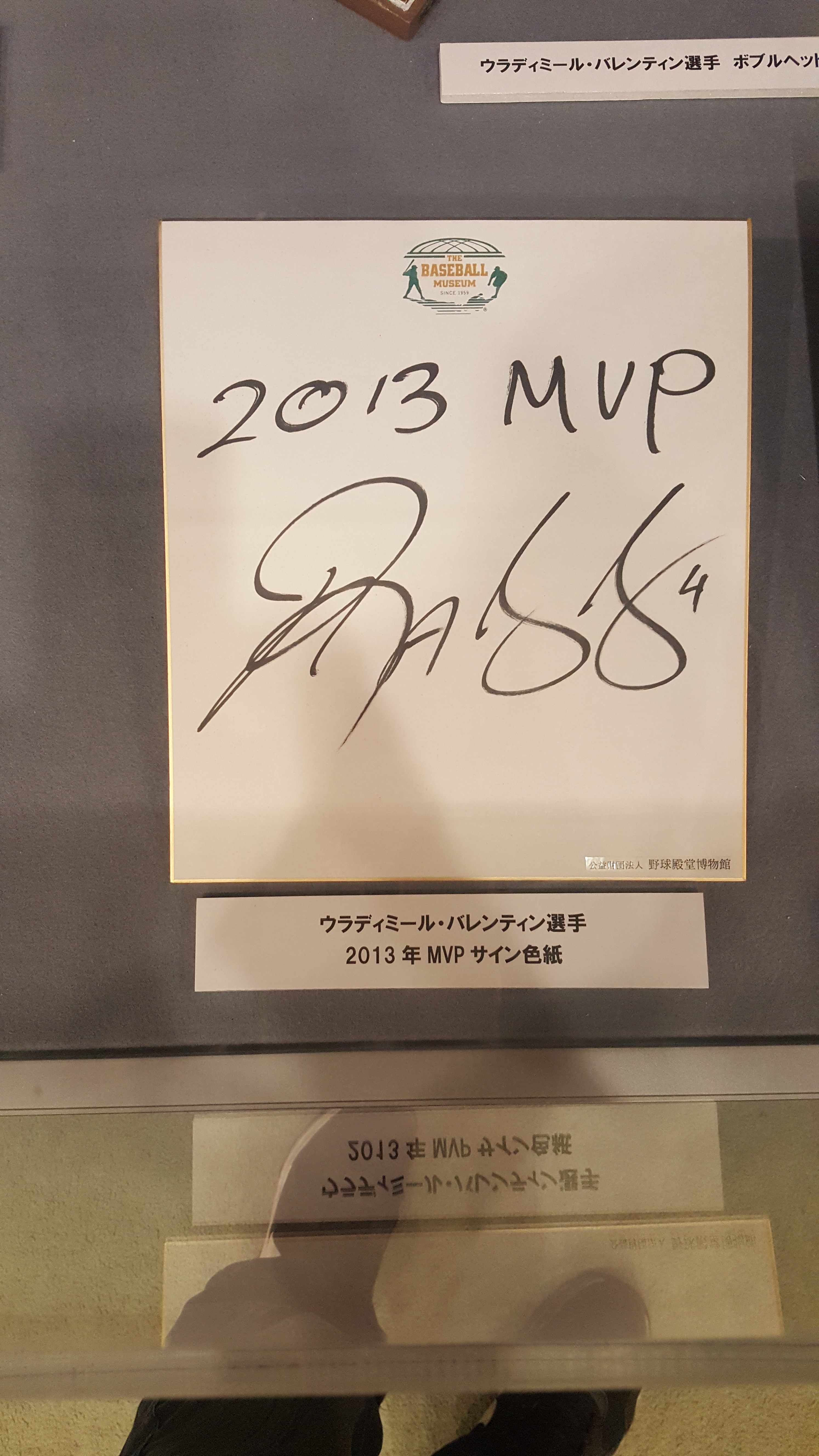
2013年にMVPとなった際のサイン

シーズンの開幕戦は二軍で迎えた。シーズン初出場は13試合目の4月12日の巨人戦で、復帰から2戦続けて4打数0安打に終わり、シーズン初本塁打は復帰から4試合目の4月16日の中日ドラゴンズ戦（明治神宮野球場）で2打席連続で右越本塁打を放った。この時点で本塁打トップのトニ・ブランコとは6本差をつけられ、その後も最大で10本差をつけられていたが、この後バレンティンがハイペースで追い上げることになった。6月は打撃部門で月間三冠の活躍で3年連続で3度目の月間MVPを受賞した。6月8日の北海道日本ハムファイターズ戦から、同月12日の福岡ソフトバンクホークス戦（ヤフオクドーム）にかけて2四球を挟んで、日本プロ野球タイ記録の「4打数連続本塁打」を記録した。ブランコと1本差で迎えた6月27日の対DeNA戦でブランコが1本塁打、バレンティンが2本塁打で、共に25号本塁打でバレンティンがシーズン初めてトップに並び、7月2日の対DeNA戦でバレンティンがシーズン初めて単独トップとなると、以降のセ・リーグの本塁打数はバレンティンの独走状態となり、7月13日に30号本塁打をリーグ一番乗りをした事により日本記録である55号越えが現実味を帯びてくるようになった。オールスターゲームでは選手間投票で選ばれ3年連続出場した。8月は月間本塁打の日本プロ野球新記録を樹立するなど本塁打を量産した。
8月4日の広島戦（明治神宮野球場）で球団最速記録となる326試合での通算100本塁打を達成。8月22日の巨人戦（明治神宮野球場）で球団シーズン本塁打新記録の45号本塁打を記録。8月23日の広島戦（明治神宮野球場）で47号本塁打で自身初の100打点と、球団タイ記録の月間13本塁打を記録した。8月27日の中日戦（明治神宮野球場）で2本塁打を記録しシーズン50号本塁打を達成した。シーズン111試合目での50号本塁打は日本プロ野球史上最速であり、同時に門田博光の持つ月間本塁打数の日本プロ野球記録（16本）に並んだ。翌28日の同戦で日本プロ野球新記録の月間17本塁打。8月は月間18本塁打の新記録と合わせて打率、打点でリーグ三冠の成績を挙げ、通算4度目の月間MVPを村田修一と同時受賞した。9月は日本プロ野球、およびアジア野球のシーズン本塁打新記録を達成した。相手チームから勝負を避けられる敬遠や、厳しい内角攻めに遭うようになり、50号本塁打以降の6試合で2敬遠を含む10四球を記録した。9月8日の中日戦（ナゴヤドーム）で7試合、28打席ぶりとなる53号本塁打を放ち、続く9月10日の広島戦（明治神宮野球場）で54号本塁打を放ち日本プロ野球記録に王手をかけた。9月11日の同戦の6回裏に大竹寛から日本プロ野球シーズン本塁打タイ記録で史上4人目となる55号本塁打を放った。シーズン122試合目での達成は史上最速であった。この後の3試合は本塁打が出なかったが、9月15日の阪神タイガース戦（明治神宮野球場）において、1回裏の第1打席に榎田大樹から日本プロ野球シーズン本塁打新記録となる56号本塁打を左中間へ放った。続く3回裏の第2打席で榎田から左翼へアジア新記録の57号本塁打を放った。10月4日の阪神戦（明治神宮野球場）でランディ・メッセンジャーから60号本塁打を放ち、日本プロ野球史上初のシーズン本塁打60本台とした。最終戦までブランコとの打撃タイトル三冠争いとなったものの、僅かに逆転の可能性が残っていた10月8日のシーズン最終戦の巨人戦（東京ドーム）では満塁の場面で四球を選び1打点を挙げるが、3回の守備から交代してシーズンを終えた。130試合で打率.330、60本塁打、131打点、出塁率.455を記録し、本塁打王と最高出塁率の二冠を獲得したが、首位打者は3厘差、打点王は5点差でブランコが獲得し、バレンティンはいずれも2位に終わった。また、シーズン長打率を.779として、ランディ・バースを抜いて日本プロ野球史上最高を記録、2年連続のベストナインと、初のMVPを受賞した。シーズン最下位球団からの受賞は史上初となった。その活躍により、オフにはキリンビールの新ジャンル「澄みきり」のCMに出演した。
2014年は6月までにリーグ2位の18本塁打を記録していたものの、6月14日に持病のアキレス腱痛の悪化で一軍登録を抹消された。その後二軍で調整を続けていたが、7月11日のイースタン・リーグのDeNA戦で実戦復帰した。7月13日のDeNA戦（明治神宮野球場）で一軍に復帰した。オールスターゲームでは3度目のファン投票選出で4年連続選出となった。なお、選手間投票ではセ・リーグトップの431票を獲得した。オールスターゲームでは第2戦（阪神甲子園球場）で、大谷翔平から160km/hの球を中前安打するなど2安打を記録した。8月21日の巨人戦（明治神宮野球場）で史上4位のスピード記録となる463試合目で通算150本塁打を達成し、9月7日の巨人戦（明治神宮球場）で来日1年目からの4年連続30本塁打に到達した。シーズン終盤になり、ブラッド・エルドレッドと本塁打王争いをしていたが、左アキレス腱の検査のため、球団にシーズン途中での帰国を要求した。規定打席に到達した9月21日がこのシーズン最後の出場試合となり、31本塁打で4年連続の本塁打王にはなれなかった。その後、23日に帰国し、10月1日にアメリカ国内の病院で左膝の手術が行われた。怪我の影響もあり112試合の出場で、打率.301、リーグ2位となる31本塁打、69打点、出塁率.419を記録し、2年連続で最高出塁率のタイトルを獲得した。
2015年は前年に受けた手術の影響から開幕には間に合わず、4月24日に一軍初昇格しスタメン出場を果たした。しかし5回の守備で負傷し、翌25日に左大腿直筋の肉離れと診断され、出場登録を抹消された。その後アメリカに帰国するなど予定より離脱が長期化するも、優勝争いが佳境となった9月18日の巨人戦から戦列に復帰。いきなり本塁打を放つと、翌19日は3安打の活躍を見せた。その後は連続打席無安打を続けるなど調整不足を露呈したが、チームは優勝を果たし初めて優勝を経験することとなった。しかしシーズンは僅か15試合の出場で、打率.186、1本塁打、6打点、出塁率.327と、来日以降記録していたシーズン30本塁打以上が4年連続で途切れた。オフの10月12日に第1回WBSCプレミア12のオランダ代表候補選手36名に選出され、10月20日に第1回WBSCプレミア12のオランダ代表選手28名に選出された。
2016年は7月8日の対中日戦（明治神宮野球場）でジョーダン・ノルベルトから左腕上部に死球を受けた際、激昂してジョーダンに向かってヘルメットを投げつけた。乱闘には至らなかったが、危険行為と見なされ退場処分となった。2年ぶり5度目となるオールスターゲームにも選出され、第1戦（ヤフオクドーム）に東北楽天ゴールデンイーグルスの則本昂大からソロ本塁打を放った。9月18日の中日戦（明治神宮野球場）で又吉克樹からソロ本塁打を放ち、NPB/MLB通算200本塁打を達成した。132試合に出場し、打率.269、共にリーグ4位となる31本塁打、96打点を挙げ、出塁率.369を記録した。
2017年はシーズン開幕前の1月31日に第4回WBCのオランダ代表に選出され、2大会連続2度目の選出を果たした。メジャーリーガーもいる中で4番打者を任され、3月12日の日本戦では石川歩から一時同点となる本塁打を記録した。3月15日のキューバ戦では1試合2本塁打を記録し、コールド勝ちに貢献した。結果、決勝トーナメント進出（ベスト4）に大きく貢献し、2次ラウンド全6試合で打率.591、3本塁打、10打点、出塁率.654を記録し、E組MVPを受賞した。3月20日の準決勝プエルトリコ戦では初回に一時先制となる本塁打を記録し、延長10回にはエドウィン・ディアスからビーンボールを投じられ激昂し、乱闘になりかけた。これについて試合後に「わざとだとは思わなかったけど、みんな感情的になっていた。必死にプレーしていればああいうことはある」、またメジャー復帰について尋ねられると「メジャーでもう一度やれるといつも思っている」とコメントした。大会を通して7試合に出場し、打率.615、4本塁打、12打点の大会打撃三冠王を記録し、3月22日にオランダ代表選手では唯一となる大会最優秀外野手となった。
シーズンでは開幕から4番・左翼で出場。4月4日の阪神戦（京セラドーム大阪）で3回に藤浪晋太郎からシーズン初本塁打を記録したが、5回に畠山和洋への死球を巡って乱闘となった際に阪神一軍作戦兼バッテリーコーチの矢野燿大を突き飛ばし、矢野と共に退場処分となった。また、5月24日の広島戦（マツダスタジアム）で空振り三振した際に球審に呟いた言葉が暴言行為と見なされ、このシーズン2度目となる退場処分を受けた。更に、9月30日の中日戦（明治神宮野球場）で見逃し三振した際、球審への抗議として打席に立ち尽くすも抗議は叶わず、去り際にホームベースに土をかけた行為が侮辱行為と見なされ、シーズン3度目となる退場処分を受けた。8月20日の広島戦（マツダスタジアム）では前日の山田哲人に続く2日連続の満塁本塁打を放ち、9月2日の同じく広島戦（明治神宮野球場）ではファウルゾーンから三塁走者を刺す強肩を見せつけ、攻守で活躍を見せた。このシーズンは125試合に出場し、打率.254、アレックス・ゲレーロに1歩及ばずもリーグ2位となる32本塁打、80打点、出塁率.358を記録した。
2018年は開幕から3番・左翼で出場。それまで見られがちであった故障や精神面のムラがなくなったため好調を維持し、2年ぶり6度目となるオールスターゲームに選出された。ホームランダービーにも出場し、柳田悠岐、鈴木誠也らを下して決勝に進出したが、決勝では筒香嘉智に1本差届かなかった。チームは怪我人の影響などで前半戦は打順を固定できずにいたが、後半戦に入ると1番・坂口智隆、2番・青木宣親、3番・山田哲人、4番バレンティン、5番・雄平で打順を固定。坂口・青木・山田がそれぞれ打率3割、出塁率4割を記録し、後ろを打つ雄平も得点圏打率.356と好調であったことから以前より勝負を避けられる場面が減り、例年よりもハイペースで打点を量産した。9月4日の時点で33本塁打、113打点と打撃二冠を視野に入れていたが、ネフタリ・ソトが9・10月で14本塁打を放ち、最終的に本塁打王を譲り自身初となる打撃二冠とはならなかった。それでも142試合出場で打率.268、リーグ3位となる38本塁打、出塁率.370を記録、そして自己最多タイとなる131打点を挙げ、自身初の打点王を獲得。2度のシーズン130打点到達は藤村富美男以来、史上2人目の快挙となった。2022年現在、最後に130打点を達成した外国人選手となっている。また、4年ぶりの盗塁も記録し、出場試合数もNPB1年目以来となる140試合以上（142試合）、NPB移籍後初となる600打席（602打席）と500打数（514打数）以上を記録するなど、前年96敗の最下位に沈んだチームのリーグ2位への躍進に大きく貢献した。
2019年4月25日の対巨人戦（明治神宮野球場）で菅野智之から青木、山田、バレンティンで「3者連続本塁打」を記録した。1か月後の5月26日の対中日戦（神宮）では清水達也から同じ3人で再び「3者連続本塁打」を記録し、セ・リーグ史上初の「同一シーズンに同じ3人で2度の3者連続本塁打」を達成した。前者は平成最後の、後者は令和初の「3者連続本塁打」となった。5月にはコンディション不良のため、6月から7月にかけては夫人の出産に立ち会うために登録を抹消されたが、9月6日の巨人戦（明治神宮野球場）で髙橋優貴からNPB/MLB通算300本目となる30号本塁打を放った。最終的には120試合に出場し打率.280、33本塁打、93打点、出塁率.363と安定した成績を残し、「シーズン30発トリオ」を山田哲人（35本）、村上宗隆（36本）と共に達成。チームでは1992年のジャック・ハウエル、古田敦也、池山隆寛以来27年ぶりの快挙となった。同年8月17日にはヤクルトに所属する外国人選手では初めて国内FA権を取得し、シーズン終了直後には行使する意向を見せた。最終的にはFA公使せずヤクルトと残留交渉を行なったが、12月2日に自由契約公示された。

### ソフトバンク時代
2019年12月16日、福岡ソフトバンクホークスに入団することが発表された。年俸は2年総額推定10億円で、背番号はヤクルト時代と同じ「4」。この背番号はヤクルトでもチームメイトだった川島慶三がもともとつけていたが、川島から背番号譲渡の申し出があり二人で話し合った結果バレンティンに譲った。
主砲のアルフレド・デスパイネとジュリスベル・グラシアルの不在の穴を埋めることを期待され、2020年6月19日のロッテとの開幕戦（福岡PayPayドーム）を「4番・指名打者」で迎えた。6月25日の西武戦（メットライフドーム）、7月2日の日本ハム（札幌ドーム）で1試合2本塁打を放つなどの活躍もあったが、シーズンを通しては調子が上がらなかった。7月5日の日本ハム戦（札幌ドーム）の打率.259をピークに、8月19日のロッテ戦（ZOZOマリンスタジアム）には打率.196まで下がり、8月21日には来日したデスパイネと入れ替わりで一軍選手登録を抹消された。二軍でも調子が戻ることはなかったが、10月2日に一軍に昇格した。昇格後からレギュラーシーズン終了までの成績は33打数1安打と結果を残せず、60試合に出場し、NPB移籍以降ワーストとなる打率.168、9本塁打、22打点、出塁率.261を記録し、4年連続で記録していた30本塁打が途切れた。日本シリーズの出場資格者名簿（40人枠）には登録されたが、ベンチ入りすることはなかった。
2021年は開幕をファームで迎えた。ウエスタン・リーグで11試合で5本の本塁打を記録し、5月18日に一軍昇格すると同日の西武戦（メットライフドーム）に「3番・指名打者」で先発出場した。6月13日、対ヤクルト戦で1000本安打と300本塁打さらに全球団から本塁打を同時達成。しかし一軍には定着できず、最終的に22試合に出場して打率.182、4本塁打という成績にとどまった。10月5日にウェイバー公示されたが、獲得に現れる球団はなく、12日に退団が発表された。

### ソフトバンク退団後
2022年1月13日に自身のツイッターでNPBからの引退を表明した。2月13日にリーガ・メヒカーナ・デ・ベイスボル（LMB）のサルティーヨ・サラペメーカーズに入団することが発表された。サルティーヨでは18試合に出場して打率.231、4本塁打、11打点と成績は上がらず、5月25日に自由契約となった。7月にはオランダで開催されたハーレムベースボールウィークにオランダ代表として参加。冬季はドミニカのウィンターリーグであるリーガ・デ・ベイスボル・プロフェシオナル・デ・ラ・レプブリカ・ドミニカーナ（LIDOM）のヒガンテス・デル・シバオでプレー。また11月には翌年春の第5回WBC終了後に現役を引退すると発表した。
2023年2月にはキュラソー代表としてカリビアンシリーズに出場。また3月にはWBC1次ラウンド・プールAでは全4試合に出場し、打率.364（11打数4安打）と奮闘したが、失点率の差で1次ラウンド敗退となった。敗退決定後にInstagramを更新し、「最後に良い思い出がたくさん残りました」と心境を綴った。

### 引退撤回
2023年4月11日、引退を撤回してメキシコのウィンターリーグであるリーガ・メヒカーナ・デル・パシフィコ（LMP）のカニェロス・デ・ロス・モチスと契約し現役を続行すると発表した。10月に開幕したリーグでは29試合に出場したが、打率.220、3本塁打、14打点という結果に終わり退団した。
2024年2月にはキュラソー代表として2年連続でカリビアンシリーズに出場した。

### 指導者として
2024年、キュラソーの野球リーグであるキュラソー・ナショナル・チャンピオンシップAAリーグのサンタマリア・パイレーツの監督に就任。チームはリーグ優勝を果たし、アメリカ大陸の6リーグの覇者が参加し2025年4月に開催されたベースボール・チャンピオンズリーグ・アメリカスに出場した。

## 選手としての特徴

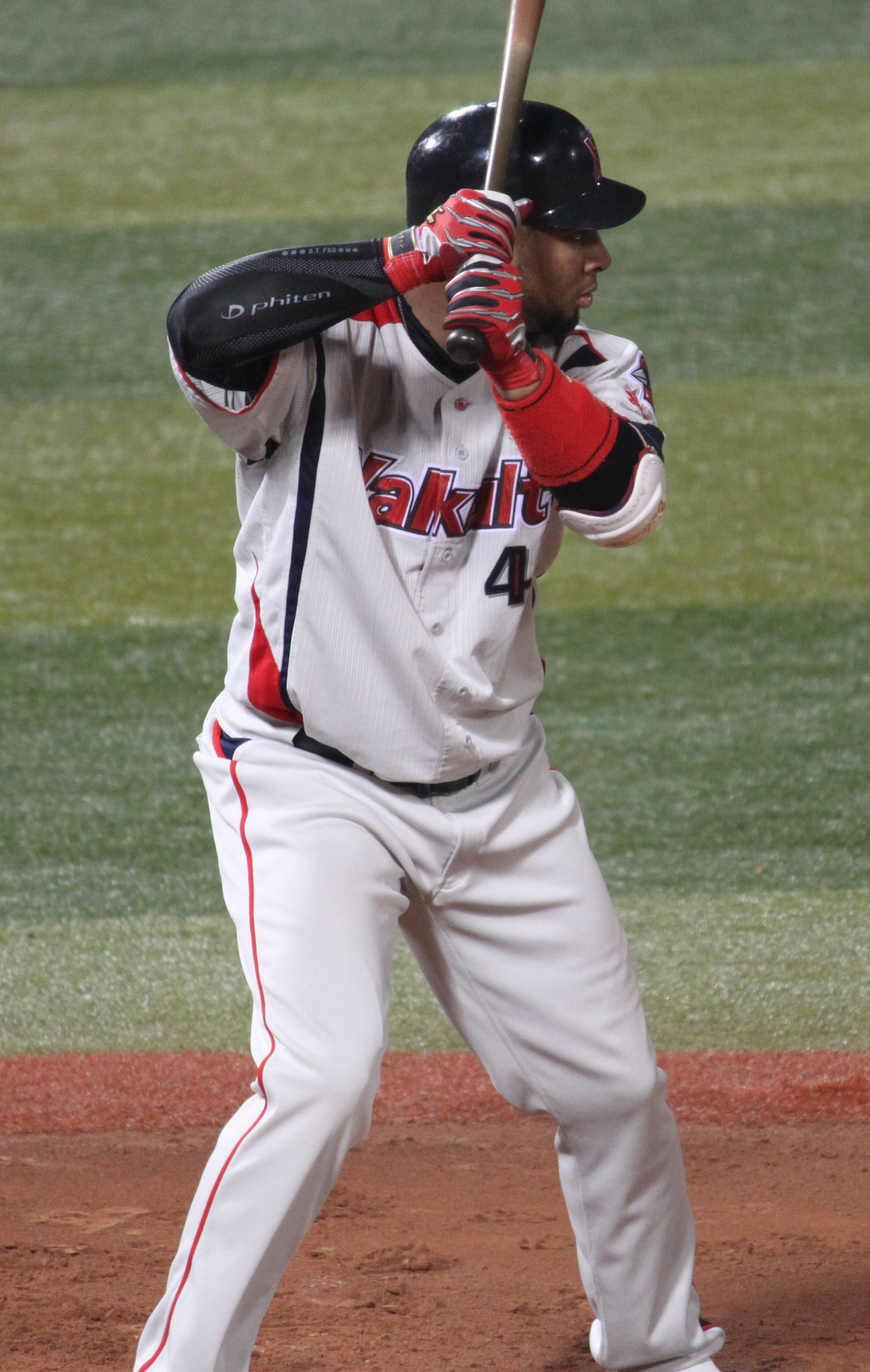
打席に立つバレンティン
（2011年10月15日、横浜スタジアム）

広角に長打を放つことのできる並外れたパワーが持ち味だが変化球に弱く、MLBでは三振率25.7パーセントを喫するなど確実性に欠けていた。変化球の多い日本人投手の攻め方の研究を欠かさないなど、勉強熱心でもある。
足と守備は平均的だが、外野3ポジションを守ることができ、マリナーズ時代にはイチローとチーム一二を争うといわれたほどの強肩が持ち味。来日当初は右翼手を務めていたが、2013年に当時の正左翼手であるミレッジが故障離脱すると、足への負担を考慮して左翼手での出場が増えていった。ただし、左翼手の守備については、ソフトバンクに移籍した後の週刊ポスト2020年2月14日号でアルフレド・デスパイネとの比較で「バレンティンもセ球団のコーチから走者が二塁にいたら『レフトの打球は全部ホームに還ってこい』と言われていたほど」と報じられている。また、飯田哲也は日刊ゲンダイのコラムで「2011年のヤクルト入団当初は、むしろ上手な方だったが、ホームランを打つごとに意識が打撃のみに傾いて、守備では横着するようになってしまった」と評している。
バレンティンをスカウトしたヤクルトの編成部次長の奥村政之によれば、本塁打を期待しての入団ではなく、2010年7月にバレンティンを初めて見た3Aでは、3試合観戦して「肩の強さが強烈な印象に残った」と述べ、打撃では走者一塁の場面で右方向への進塁打を放ち、3AはMLBへのアピールの場で派手なプレーをしたがる選手の多い中、「状況に応じた打撃ができることがチーム打撃で得点を重ねるヤクルトにぴったりだった」と述べている。奥村は入団するまではバレンティンの本塁打は1本も見なかったとしている。
アメリカ合衆国のベースボール・アメリカ社刊の「プロスペクト・ハンドブック」（2006年版）ではシアトル・マリナーズ11番目の期待の選手として挙げられており、マイナーリーグで彼ほど楽しみな選手はいないと紹介された。
ヤクルト在籍9年間のうち15試合の出場に留まった2015年を除いた8年間（2011年 - 2014年、2016年 - 2019年）全てでシーズン30本塁打を記録した。
スイングのフォロースルーが大きく、振り切ったバットを捕手の頭に当てて捕手を負傷退場させる事故を2016年だけで2度起こしている（7月24日の中日杉山翔大、8月2日の広島石原慶幸）。これについて、打者と捕手のどちらが気を付けるべきか、議論が巻き起こった。
2017年シーズン終了時点で球団最多の通算5度の退場処分を受けている。審判の判定に対しての暴言や侮辱行為が3度、暴力や危険行為が2度である。2017年は3度の退場処分により計2試合の出場停止を科されたため、事態を重く見た球団は2018年度の契約書に球団初となる「退場もしくは出場停止で罰金を科す」という条項を明文化し、退場処分を受けた場合はNPBとは別の罰金を徴収する方針を決めた。そのためか、2018年度以降は1度も退場処分を受けていない。

## 人物
チーム内での愛称は、幼い頃から家族に呼ばれていたココ（愛称の由来は「頭がココナッツに似ているから」だという）。またココという愛称にちなんで、「CoCo壱番屋」に模したボードを掲げて応援するスタイルがスワローズファンに定着している。その他にも、女子プロレスラーのアジャ・コングに容姿が似ていると言われており、2011年には激励のメッセージを送られている。なお、アジャ・コングに似ていると言われていることは本人も認識しており、2016年には「アジャ・コング? 知っているよ、プロレスラーだろ」と答えている。
故郷キュラソーの言語であるパピアメント語と英語、スペイン語が堪能で、オランダ語、ポルトガル語も聞き取りは理解でき、日本語もある程度は話せるマルチリンガルである。
ヤクルト時代の応援歌は同じオランダ領アンティル・キュラソー島出身で90年代ヤクルトでもプレーしたヘンスリー・ミューレン（その後高橋智にも使用された）の曲が使用されていた。ソフトバンク移籍後もこの応援歌の引き続き使用を懇願するほど気に入っていたが叶わず、新しい応援歌が作られた。なお、ミューレンとは故郷で近所同士であり、互いに面識がある。また2013年、2017年のWBCでは監督と選手の関係になった。また、同じキュラソー出身でメジャーでも成功したアンドリュー・ジョーンズはバレンティンが小学生の頃から憧れた故郷の英雄で、2013年のWBCでは3番、4番コンビとして活躍し、ジョーンズが楽天に在籍した頃はプライベートでも可愛がられていた。
2012年から2015年までヤクルトでチームメイトであったラスティングス・ミレッジとは大の仲良しで、お互いに尊敬しプレーに刺激を与える関係であった。他球団の選手では、シアトル・マリナーズ時代のチームメイトであったホセ・ロペスやアダム・ジョーンズと仲が良い。またヤクルトのマスコットであるつば九郎とも仲が良く、ブログにも度々登場する。
キュラソー名物のイグアナ食が大の好物。日本ではイグアナを食べる文化が存在しないため、バレンティン曰く、食感が似ているフライドチキンも好物である。ヤクルト時代、バレンティンに奮起を促すために球団がフライドチキン禁止を検討した程だという。豚骨ラーメンも好物であり、バレンティンは神宮球場の試合が終わると『伝丸 青山店』に向かう常連客である。ただ2017年6月時点では、体重を気にして食す回数が減ったという。
ヤクルトに所属した9年間のうち6年間で監督を務めていた小川淳司のことを慕っていた。3打席1回もバットを振らず三振し小川監督に怒られた際には、フライドチキンを食べてコーラを飲みながら説教を聞いていたが、バレンティンなりに反省し翌日には両リーグトップとなる本塁打を打つ活躍でチームを勝利に導いた。ヤクルトではベテランの宮本慎也や相川亮二が教育係となり、時には怠慢プレーを叱られることもあったが、厳しくも良き理解者であった2人のことを兄のように慕っていた。バレンティンがNPB記録となる60号本塁打を放った日は宮本の引退試合であったため「今日打てたらいいなと思っていたけど本当に打ててよかった」と宮本と抱き合って喜んだ。英語が話せる相川とはプライベートでも仲が良く、引退後の相川をマイアミの自宅に招待したこともある。
シーズン60本塁打のNPB新記録を達成する前にシーズン本塁打記録（55本）を持っていた王貞治を非常にリスペクトしており、ソフトバンクへの移籍時に球団会長であった王貞治と一緒のチームで野球ができることを喜んでいた。週刊ベースボールのインタビューで「2013年はシーズン60本塁打をマークして、王さんの55本を超えることができたんだけど、そのときに、よりリスペクトしたよ。（自分が記録を更新してみて）難しさを実感したからね」と述べている。
2022年にヤクルト所属の村上宗隆がシーズン本塁打記録に迫ると、バレンティンは「60本を超えてほしい」と好意的に反応した。結果的には村上は56号本塁打でシーズンを終え、シーズン本塁打記録歴代2位となった。なお、村上の記録を日本の一部メディアは「日本出身選手の歴代1位」と報じたため、インターネット上では「村上三冠王すごいけど、『日本人最多』ってやたら強調するのは、バレンティンの60本が軽視されてる感じでなんだかな」「村上は称賛するけどバレンティンが軽視されがちな風潮は気に入らない」「シーズン55本塁打も王氏以外にローズ氏とカブレラ氏が達成しているのにほぼ無視」「個人的には王さんとバレンティンにばっか注目が集まってスルーされがちなカブレラローズが不憫でならない」などの反応もあり、東京大学名誉教授のロバート・ゲラーは「村上選手が今期よくできたが、『日本人最多56本塁打』との表現に対して複雑な心境がある」「素直な気持ちを分からない訳ではないが、同時にこれは日本国籍を有しなかった2013年に60本打ったヤクルトのバレンティン選手に対しての暗黙な排他的意志も表している様だ」と評している。ロバート・ホワイティングも自身のコラム『サクラと星条旗』の中で「バレンティンの60本塁打は『ガイジン選手の最多記録』か？」と述べている。

## 詳細情報

### 年度別打撃成績
| 年 度     | 球 団        | 試 合 | 打 席 | 打 数 | 得 点 | 安 打 | 二 塁 打 | 三 塁 打 | 本 塁 打 | 塁 打 | 打 点 | 盗 塁 | 盗 塁 死 | 犠 打 | 犠 飛 | 四 球 | 敬 遠 | 死 球 | 三 振 | 併 殺 打 | 打 率 | 出 塁 率 | 長 打 率 | O P S |
| --------- | ------------ | ----- | ----- | ----- | ----- | ----- | -------- | -------- | -------- | ----- | ----- | ----- | -------- | ----- | ----- | ----- | ----- | ----- | ----- | -------- | ----- | -------- | -------- | ----- |
| 2007      | SEA          | 3     | 4     | 3     | 1     | 2     | 1        | 0        | 1        | 6     | 4     | 0     | 0        | 0     | 1     | 0     | 0     | 0     | 0     | 0        | .667  | .500     | 2.000    | 2.500 |
| 2008      | SEA          | 71    | 260   | 243   | 23    | 49    | 13       | 0        | 7        | 83    | 24    | 0     | 1        | 0     | 1     | 16    | 1     | 0     | 79    | 12       | .202  | .250     | .342     | .592  |
| 2009      | SEA          | 56    | 170   | 155   | 18    | 33    | 10       | 0        | 4        | 55    | 13    | 1     | 0        | 0     | 2     | 13    | 1     | 0     | 43    | 2        | .213  | .271     | .355     | .625  |
| 2009      | CIN          | 40    | 125   | 110   | 12    | 29    | 7        | 1        | 3        | 47    | 11    | 1     | 1        | 0     | 0     | 15    | 0     | 0     | 27    | 1        | .264  | .352     | .427     | .779  |
| '09計     | CIN          | 96    | 295   | 265   | 30    | 62    | 17       | 1        | 7        | 102   | 24    | 2     | 1        | 0     | 2     | 28    | 1     | 0     | 70    | 3        | .234  | .305     | .385     | .690  |
| 2011      | ヤクルト     | 140   | 555   | 486   | 63    | 111   | 22       | 1        | 31       | 228   | 76    | 3     | 1        | 0     | 6     | 61    | 6     | 2     | 131   | 15       | .228  | .314     | .469     | .783  |
| 2012      | ヤクルト     | 106   | 422   | 353   | 58    | 96    | 13       | 0        | 31       | 202   | 81    | 1     | 0        | 0     | 2     | 64    | 4     | 3     | 92    | 14       | .272  | .386     | .572     | .958  |
| 2013      | ヤクルト     | 130   | 547   | 439   | 94    | 145   | 17       | 0        | 60       | 342   | 131   | 0     | 0        | 0     | 4     | 103   | 9     | 1     | 105   | 14       | .330  | .455     | .779     | 1.234 |
| 2014      | ヤクルト     | 112   | 446   | 366   | 61    | 110   | 12       | 0        | 31       | 215   | 69    | 2     | 0        | 0     | 3     | 75    | 5     | 2     | 95    | 10       | .301  | .419     | .587     | 1.007 |
| 2015      | ヤクルト     | 15    | 52    | 43    | 4     | 8     | 2        | 0        | 1        | 13    | 6     | 0     | 0        | 0     | 0     | 9     | 0     | 0     | 14    | 1        | .186  | .327     | .302     | .629  |
| 2016      | ヤクルト     | 132   | 537   | 457   | 64    | 123   | 20       | 0        | 31       | 236   | 96    | 0     | 1        | 0     | 5     | 72    | 2     | 3     | 116   | 19       | .269  | .369     | .516     | .885  |
| 2017      | ヤクルト     | 125   | 519   | 445   | 60    | 113   | 14       | 1        | 32       | 225   | 80    | 0     | 1        | 0     | 1     | 70    | 0     | 3     | 112   | 18       | .254  | .358     | .506     | .864  |
| 2018      | ヤクルト     | 142   | 602   | 514   | 72    | 138   | 22       | 0        | 38       | 274   | 131   | 1     | 1        | 0     | 3     | 85    | 5     | 0     | 121   | 15       | .268  | .370     | .533     | .904  |
| 2019      | ヤクルト     | 120   | 468   | 410   | 65    | 115   | 13       | 0        | 33       | 227   | 93    | 0     | 1        | 0     | 3     | 54    | 3     | 1     | 117   | 11       | .280  | .363     | .554     | .917  |
| 2020      | ソフトバンク | 60    | 218   | 191   | 16    | 32    | 7        | 0        | 9        | 66    | 22    | 0     | 1        | 0     | 2     | 25    | 1     | 0     | 59    | 8        | .168  | .261     | .346     | .607  |
| 2021      | ソフトバンク | 22    | 60    | 55    | 7     | 10    | 3        | 0        | 4        | 25    | 9     | 0     | 0        | 0     | 0     | 5     | 0     | 0     | 19    | 2        | .182  | .250     | .455     | .705  |
| MLB：3年  | MLB：3年     | 170   | 559   | 511   | 54    | 113   | 31       | 1        | 15       | 191   | 52    | 2     | 2        | 0     | 4     | 44    | 2     | 0     | 149   | 15       | .221  | .281     | .374     | .655  |
| NPB：11年 | NPB：11年    | 1104  | 4426  | 3759  | 564   | 1001  | 145      | 2        | 301      | 2053  | 794   | 7     | 6        | 0     | 29    | 623   | 35    | 15    | 981   | 127      | .266  | .370     | .546     | .916  |

- 各年度の太字はリーグ最高、赤太字はNPBでの歴代最高
- 2011年の長打率は規定打席到達者の中で最高だったが、規則[145]により9打席不足していた阿部慎之助（.500）が最高長打率打者となった[146]。

### 年度別打撃成績所属リーグ内順位
| 年 度 | 年 齢 | リ ｜ グ   | 打 率 | 安 打 | 二 塁 打 | 三 塁 打 | 本 塁 打 | 打 点 | 盗 塁 | 出 塁 率 |
| ----- | ----- | ---------- | ----- | ----- | -------- | -------- | -------- | ----- | ----- | -------- |
| 2011  | 27    | セ・リーグ | -     | -     | 9位      | -        | 1位      | 4位   | -     | -        |
| 2012  | 28    | セ・リーグ | -     | -     | -        | -        | 1位      | 2位   | -     | 2位      |
| 2013  | 29    | セ・リーグ | 2位   | 7位   | -        | -        | 1位      | 2位   | -     | 1位      |
| 2014  | 30    | セ・リーグ | -     | -     | -        | -        | 2位      | 4位   | -     | 1位      |
| 2015  | 31    | セ・リーグ | -     | -     | -        | -        | -        | -     | -     | -        |
| 2016  | 32    | セ・リーグ | -     | -     | -        | -        | 4位      | 4位   | -     | -        |
| 2017  | 33    | セ・リーグ | -     | -     | -        | -        | 2位      | 6位   | -     | -        |
| 2018  | 34    | セ・リーグ | -     | -     | -        | -        | 3位      | 1位   | -     | -        |
| 2019  | 35    | セ・リーグ | -     | -     | -        | -        | 5位      | 6位   | -     | -        |
| 2020  | 36    | パ・リーグ | -     | -     | -        | -        | -        | -     | -     | -        |

- -は10位未満（打率は規定打席未到達の場合も-と表記）
- 太字年度は規定打席到達年度、年度背景色金色は最優秀選手賞（MVP）受賞年度

### オリンピックでの打撃成績
| 年 度 | 代 表    | 試 合 | 打 席 | 打 数 | 得 点 | 安 打 | 二 塁 打 | 三 塁 打 | 本 塁 打 | 塁 打 | 打 点 | 盗 塁 | 盗 塁 死 | 犠 打 | 犠 飛 | 四 球 | 敬 遠 | 死 球 | 三 振 | 併 殺 打 | 打 率 | 出 塁 率 | 長 打 率 |
| ----- | -------- | ----- | ----- | ----- | ----- | ----- | -------- | -------- | -------- | ----- | ----- | ----- | -------- | ----- | ----- | ----- | ----- | ----- | ----- | -------- | ----- | -------- | -------- |
| 2004  | オランダ | 6     | --    | 15    | 2     | 2     | 0        | 0        | 1        | 5     | 2     | 0     | 0        | 0     | 0     | 1     | 0     | 0     | 6     | 0        | .133  | .188     | .333     |

### WBCでの打撃成績
| 年 度 | 代 表    | 試 合 | 打 席 | 打 数 | 得 点 | 安 打 | 二 塁 打 | 三 塁 打 | 本 塁 打 | 塁 打 | 打 点 | 盗 塁 | 盗 塁 死 | 犠 打 | 犠 飛 | 四 球 | 敬 遠 | 死 球 | 三 振 | 併 殺 打 | 打 率 | 出 塁 率 | 長 打 率 |
| ----- | -------- | ----- | ----- | ----- | ----- | ----- | -------- | -------- | -------- | ----- | ----- | ----- | -------- | ----- | ----- | ----- | ----- | ----- | ----- | -------- | ----- | -------- | -------- |
| 2013  | オランダ | 7     | 25    | 23    | 1     | 7     | 3        | 0        | 0        | 10    | 5     | 0     | 0        | 0     | 0     | 2     | 0     | 0     | 5     | 0        | .304  | .360     | .435     |
| 2017  | オランダ | 7     | 31    | 26    | 10    | 16    | 1        | 0        | 4        | 29    | 12    | 0     | 0        | 0     | 0     | 5     | 1     | 0     | 4     | 0        | .615  | .677     | 1.115    |
| 2023  | オランダ | 4     | 13    | 11    | 0     | 4     | 0        | 0        | 0        | 4     | 1     | 0     | 0        | 0     | 0     | 2     | 0     | 0     | 4     | 0        | .364  | .462     | .364     |

- 太字は大会最高

### WBSCプレミア12での打撃成績
| 年 度 | 代 表    | 試 合 | 打 席 | 打 数 | 得 点 | 安 打 | 二 塁 打 | 三 塁 打 | 本 塁 打 | 塁 打 | 打 点 | 盗 塁 | 盗 塁 死 | 犠 打 | 犠 飛 | 四 球 | 敬 遠 | 死 球 | 三 振 | 併 殺 打 | 打 率 | 出 塁 率 | 長 打 率 |
| ----- | -------- | ----- | ----- | ----- | ----- | ----- | -------- | -------- | -------- | ----- | ----- | ----- | -------- | ----- | ----- | ----- | ----- | ----- | ----- | -------- | ----- | -------- | -------- |
| 2015  | オランダ | 6     | 27    | 22    | 3     | 5     | 2        | 0        | 0        | 7     | 3     | 0     | 0        | 0     | 1     | 3     | 1     | 1     | 6     | 1        | .227  | .333     | .318     |

### 年度別守備成績
| 年 度     | 球 団        | 左翼（LF） | 左翼（LF） | 左翼（LF） | 左翼（LF） | 左翼（LF） | 左翼（LF） | 中堅（CF） | 中堅（CF） | 中堅（CF） | 中堅（CF） | 中堅（CF） | 中堅（CF） | 右翼（RF） | 右翼（RF） | 右翼（RF） | 右翼（RF） | 右翼（RF） | 右翼（RF） | 外野（OF） | 外野（OF） | 外野（OF） | 外野（OF） | 外野（OF） | 外野（OF） |
| 年 度     | 球 団        | 試 合      | 刺 殺      | 補 殺      | 失 策      | 併 殺      | 守 備 率   | 試 合      | 刺 殺      | 補 殺      | 失 策      | 併 殺      | 守 備 率   | 試 合      | 刺 殺      | 補 殺      | 失 策      | 併 殺      | 守 備 率   | 試 合      | 刺 殺      | 補 殺      | 失 策      | 併 殺      | 守 備 率   |
| --------- | ------------ | ---------- | ---------- | ---------- | ---------- | ---------- | ---------- | ---------- | ---------- | ---------- | ---------- | ---------- | ---------- | ---------- | ---------- | ---------- | ---------- | ---------- | ---------- | ---------- | ---------- | ---------- | ---------- | ---------- | ---------- |
| 2007      | SEA          | 1          | 0          | 0          | 0          | 0          | ----       | -          | -          | -          | -          | -          | -          | 2          | 0          | 0          | 0          | 0          | ----       | 3          | 0          | 0          | 0          | 0          | ----       |
| 2008      | SEA          | 5          | 13         | 1          | 0          | 0          | 1.000      | 29         | 60         | 0          | 0          | 0          | 1.000      | 35         | 76         | 5          | 2          | 0          | .976       | 68         | 149        | 6          | 2          | 0          | .987       |
| 2009      | SEA          | 42         | 83         | 5          | 1          | 0          | .989       | -          | -          | -          | -          | -          | -          | 5          | 5          | 0          | 0          | 0          | 1.000      | 47         | 88         | 5          | 1          | 0          | .989       |
| 2009      | CIN          | 19         | 39         | 1          | 1          | 0          | .976       | -          | -          | -          | -          | -          | -          | 17         | 28         | 0          | 0          | 0          | 1.000      | 36         | 67         | 1          | 1          | 0          | .986       |
| '09計     | CIN          | 61         | 122        | 6          | 2          | 0          | .985       | -          | -          | -          | -          | -          | -          | 22         | 33         | 0          | 0          | 0          | 1.000      | 83         | 155        | 6          | 2          | 1          | .988       |
| 2011      | ヤクルト     | -          | -          | -          | -          | -          | -          | -          | -          | -          | -          | -          | -          | -          | -          | -          | -          | -          | -          | 140        | 217        | 11         | 8          | 3          | .966       |
| 2012      | ヤクルト     | -          | -          | -          | -          | -          | -          | -          | -          | -          | -          | -          | -          | -          | -          | -          | -          | -          | -          | 97         | 139        | 4          | 2          | 0          | .986       |
| 2013      | ヤクルト     | -          | -          | -          | -          | -          | -          | -          | -          | -          | -          | -          | -          | -          | -          | -          | -          | -          | -          | 123        | 205        | 3          | 6          | 0          | .972       |
| 2014      | ヤクルト     | -          | -          | -          | -          | -          | -          | -          | -          | -          | -          | -          | -          | -          | -          | -          | -          | -          | -          | 99         | 158        | 5          | 6          | 1          | .964       |
| 2015      | ヤクルト     | -          | -          | -          | -          | -          | -          | -          | -          | -          | -          | -          | -          | -          | -          | -          | -          | -          | -          | 14         | 18         | 1          | 1          | 0          | .950       |
| 2016      | ヤクルト     | -          | -          | -          | -          | -          | -          | -          | -          | -          | -          | -          | -          | -          | -          | -          | -          | -          | -          | 122        | 166        | 9          | 4          | 1          | .978       |
| 2017      | ヤクルト     | -          | -          | -          | -          | -          | -          | -          | -          | -          | -          | -          | -          | -          | -          | -          | -          | -          | -          | 123        | 183        | 6          | 8          | 2          | .959       |
| 2018      | ヤクルト     | -          | -          | -          | -          | -          | -          | -          | -          | -          | -          | -          | -          | -          | -          | -          | -          | -          | -          | 131        | 175        | 3          | 6          | 0          | .967       |
| 2019      | ヤクルト     | -          | -          | -          | -          | -          | -          | -          | -          | -          | -          | -          | -          | -          | -          | -          | -          | -          | -          | 104        | 132        | 2          | 6          | 0          | .957       |
| 2020      | ソフトバンク | -          | -          | -          | -          | -          | -          | -          | -          | -          | -          | -          | -          | -          | -          | -          | -          | -          | -          | 12         | 7          | 0          | 0          | 0          | 1.000      |
| 2021      | ソフトバンク | -          | -          | -          | -          | -          | -          | -          | -          | -          | -          | -          | -          | -          | -          | -          | -          | -          | -          | 2          | 0          | 0          | 0          | 0          | ----       |
| MLB：3年  | MLB：3年     | 67         | 135        | 7          | 2          | 0          | .986       | 29         | 60         | 0          | 0          | 0          | 1.000      | 59         | 109        | 5          | 2          | 0          | .983       | 154        | 304        | 12         | 4          | 0          | .988       |
| NPB：11年 | NPB：11年    | -          | -          | -          | -          | -          | -          | -          | -          | -          | -          | -          | -          | -          | -          | -          | -          | -          | -          | 967        | 1400       | 44         | 47         | 7          | .969       |

- 2022年度シーズン終了時
- 各年度の太字はリーグ最高

### タイトル
NPB
- 本塁打王：3回（2011年 - 2013年） ※3年連続は、セ・リーグでは王貞治（1962年 - 1974年）以来史上2人目
- 打点王：1回（2018年）
- 最高出塁率：2回（2013年、2014年）

### 表彰
NPB
- 最優秀選手：1回（2013年）
- ベストナイン：2回（2012年 - 2013年）
- 月間MVP：4回（野手部門：2011年5月、2012年4月、2013年6月、2013年8月）
- 「ジョージア魂」賞：2回（2011年度第3回、2013年度第11回）
- オールスターゲーム敢闘選手賞：3回（2011年第1戦、2012年第1戦、2016年第1戦）
- ホームランダービー優勝：1回（2011年第1戦[注 10]）
- 燕市年間ヒーロー賞：1回（2013年[157]）

国際大会
- WBC最優秀外野手：1回（2017年）

### 記録

#### MLB
その他の記録
- オールスター・フューチャーズゲーム選出 2回：2006年、2007年

#### NPB
初記録
- 初出場・初先発出場：2011年4月12日、対読売ジャイアンツ1回戦（宇部市野球場）、6番・右翼手で先発出場[7]
- 初打席：同上、2回表に東野峻から空振り三振
- 初安打：同上、7回表に東野峻から左翼線二塁打
- 初本塁打・初打点：2011年4月16日、対横浜ベイスターズ2回戦（明治神宮野球場）、4回裏に眞下貴之から左越ソロ

節目の記録
- 100本塁打：2013年8月4日、対広島東洋カープ16回戦（明治神宮野球場）、5回裏にブライアン・バリントンから左中間越ソロ[注 11] ※史上260人目[24]
- 150本塁打：2014年8月21日、対読売ジャイアンツ戦（明治神宮野球場）、6回裏に澤村拓一から左越2ラン[注 12] ※史上160人目[52]
- 200本塁打：2017年7月25日、対中日ドラゴンズ戦14回戦（明治神宮野球場）、1回裏に吉見一起から左越逆転2ラン[注 13] ※史上102人目[158]
- 250本塁打：2018年8月26日、対横浜DeNAベイスターズ19回戦（明治神宮野球場）、3回裏に今永昇太から中越決勝2ラン ※史上62人目、869試合での達成は歴代3位のスピード記録[159]
- 1000試合出場：2019年8月24日、対阪神タイガース19回戦（明治神宮野球場）、4番・左翼手で先発出場 ※史上503人目
- 300本塁打：2021年6月13日、対東京ヤクルトスワローズ3回戦（福岡PayPayドーム）、5回裏に高橋奎二から左越ソロ ※史上43人目
- 1000安打：同上 ※史上310人目（300本塁打と同時達成）

シーズン記録
- シーズン50本塁打：2013年8月27日、対中日ドラゴンズ19回戦（明治神宮野球場）、7回裏にワーナー・マドリガルから左越ソロ[注 14] ※史上9人目[28]
- シーズン60本塁打：2013年10月4日、対阪神タイガース24回戦（明治神宮野球場）、6回裏にランディ・メッセンジャーから右越2ラン[注 15] ※史上初[36]、史上最多、アジア野球記録[35]
- シーズン長打率.779：2013年 ※NPB記録[40]

その他の記録
- 規定打率最下位での本塁打王：2011年（打率.228、31本） ※史上3人目
- 規定打席未到達での本塁打王：2012年（31本） ※2リーグ制後初
- 4打数連続本塁打：2013年6月8日 - 同12日 ※史上18人目19度目、歴代2位タイ[22][160]
- 月間18本塁打：2013年8月 ※NPB記録[30]
- 同一シーズンに同じ3人で2度の3者連続本塁打（青木宣親、山田哲人と共に） ※セ・リーグ史上初
- オールスターゲーム出場：6回（2011年 - 2014年、2016年、2018年）
- 全球団から本塁打：2021年6月13日、対東京ヤクルトスワローズ3回戦（福岡PayPayドーム）、5回裏に高橋奎二から ※史上41人目

#### MLB/NPB通算
節目の記録
- 200本塁打：2016年9月18日、対中日ドラゴンズ最終戦（明治神宮野球場）、8回裏に又吉克樹から左越ソロ[161]
- 300本塁打：2019年9月6日、対読売ジャイアンツ21回戦（明治神宮野球場）、1回裏に髙橋優貴から中越2ラン[162]

### ウィンターリーグでの打撃成績
| 年 度     | 球 団          | 試 合 | 打 席 | 打 数 | 得 点 | 安 打 | 二 塁 打 | 三 塁 打 | 本 塁 打 | 塁 打 | 打 点 | 盗 塁 | 盗 塁 死 | 犠 打 | 犠 飛 | 四 球 | 敬 遠 | 死 球 | 三 振 | 併 殺 打 | 打 率 | 出 塁 率 | 長 打 率 | O P S |
| --------- | -------------- | ----- | ----- | ----- | ----- | ----- | -------- | -------- | -------- | ----- | ----- | ----- | -------- | ----- | ----- | ----- | ----- | ----- | ----- | -------- | ----- | -------- | -------- | ----- |
| 2006-2007 | ララ           | 41    | 155   | 138   | 22    | 37    | 7        | 4        | 9        | 79    | 23    | 2     | 2        | 0     | 1     | 16    | 2     | 0     | 39    | 3        | .268  | .342     | .572     | .914  |
| 2007-2008 | ララ           | 34    | 136   | 110   | 11    | 21    | 6        | 0        | 4        | 39    | 17    | 6     | 5        | 0     | 1     | 21    | 2     | 4     | 27    | 2        | .191  | .338     | .355     | .693  |
| 2009-2010 | マガリャーネス | 23    | 75    | 62    | 9     | 14    | 2        | 0        | 2        | 22    | 8     | 1     | 0        | 0     | 2     | 10    | 0     | 1     | 16    | 5        | .226  | .333     | .355     | .688  |
| 通算：3年 | 通算：3年      | 98    | 366   | 311   | 42    | 72    | 15       | 4        | 15       | 140   | 48    | 9     | 7        | 0     | 4     | 47    | 4     | 5     | 82    | 10       | .232  | .339     | .452     | .790  |

### 背番号
- 50（2007年 - 2008年）
- 25（2009年）
- 28（2009年）
- 64（2009年）
- 4（2011年 - 2021年10月11日）

### 登場曲
- 「la maxima」rochy rd × El Mayor Clasico（2020年）
- 「No Tengo Para」rochy rd × El Mayor Clasico（2020年）
- 「Mera Woo」El Alfa（2020年）
- 「Coronao Now」El Alfa（2020年）
- 「A Correr los Lakers」El Alfa（2020年）
- 「Safaera」Bad Bunny（2020年）
- 「F?tbol & Rumba (feat. Enrique Iglesias)」Anuel（2020年 - 2021年）
- 「GOOBA」6ix9ine（2020年）
- 「YAYA」6ix9ine（2020年）
- 「Me Levante Dando Nota」Haraca Kiko（2021年）

### 代表歴
- 2004年オリンピック野球オランダ代表
- 2013 ワールド・ベースボール・クラシック・オランダ代表
- 2015 WBSCプレミア12 オランダ代表
- 2017 ワールド・ベースボール・クラシック・オランダ代表
- 2023 ワールド・ベースボール・クラシック・オランダ代表